# Zeii Edenului
Zeii Edenului (engleză: The Gods of Eden) este o carte scrisă de William Bramley în 1993 în care autorul a emis ipoteza că extratereștrii au luat parte în aproape orice catastrofă majoră din istoria umană și chiar au folosit războiul ca mijloc de control a ritmului de creștere populației.
Dar în timp ce mulți sunt sceptici în privința afirmațiilor lui Bramley, cu un lucru sunt de acord - că numărul OZN-urilor raportate crește întotdeauna, în timp de război.